# Bertsdorf-Hörnitz
Bertsdorf-Hörnitz je obec v Horní Lužici v německé spolkové zemi Sasko. Nachází se v zemském okrese Zhořelec, poblíž hranice s Českou republikou, 3 km východně od Žitavy, se kterou přímo sousedí. Obec má přibližně 2 000 obyvatel. Skládá se ze dvou částí, Bertsdorfu a Hörnitz. Hörnitzem protéká řeka Mandava. Nedaleko leží vrch Široká hora.
V roce 2005 byla vyhlášena nejhezčí vesnicí Saska a v roce 2003 dostala první cenu v soutěži Entente Florale Europa - Kvetoucí sídla.
Obec má též nádraží Žitavské úzkorozchodné dráhy, které je ale od obce vzdálené 2 km.
Mezi významné občany patří běžkař René Sommerfeldt.